# Вортрейс (Теннессі)
Вортрейс (англ. Wartrace) — місто (англ. town) в США, в окрузі Бедфорд штату Теннессі. Населення — 653 особи (2020).

## Географія
Вортрейс розташований за координатами 35°31′39″ пн. ш. 86°19′58″ зх. д. / 35.52750° пн. ш. 86.33278° зх. д. (35.527632, -86.332714).  За даними Бюро перепису населення США в 2010 році місто мало площу 1,78 км², уся площа — суходіл. В 2017 році площа становила 2,27 км², уся площа — суходіл.

### Клімат
| Клімат : Вортрейс     | Клімат : Вортрейс | Клімат : Вортрейс | Клімат : Вортрейс | Клімат : Вортрейс | Клімат : Вортрейс | Клімат : Вортрейс | Клімат : Вортрейс | Клімат : Вортрейс | Клімат : Вортрейс | Клімат : Вортрейс | Клімат : Вортрейс | Клімат : Вортрейс | Клімат : Вортрейс |
| Показник              | Січ.              | Лют.              | Бер.              | Квіт.             | Трав.             | Черв.             | Лип.              | Серп.             | Вер.              | Жовт.             | Лист.             | Груд.             | Рік               |
| Середній максимум, °C | 9,4               | 11,7              | 16,7              | 22,2              | 26,7              | 30,6              | 32,2              | 31,7              | 28,9              | 22,8              | 16,1              | 11,1              | 21,7              |
| Середній мінімум, °C  | −2,2              | −0,6              | 3,3               | 8,3               | 12,8              | 17,2              | 19,4              | 18,9              | 15,0              | 8,3               | 3,3               | −0,6              | 8,3               |
| Норма опадів, мм      | 124               | 117               | 147               | 114               | 135               | 107               | 119               | 94                | 102               | 86                | 117               | 132               | 1397              |
| Днів з опадами        | 11                | 11                | 11                | 10                | 10                | 10                | 10                | 8                 | 8                 | 7                 | 9                 | 11                | 116               |
| --------------------- | ----------------- | ----------------- | ----------------- | ----------------- | ----------------- | ----------------- | ----------------- | ----------------- | ----------------- | ----------------- | ----------------- | ----------------- | ----------------- |
| Джерело: Weatherbase  |                   |                   |                   |                   |                   |                   |                   |                   |                   |                   |                   |                   |                   |

## Демографія
Згідно з переписом 2010 року, у місті мешкала 651 особа в 258 домогосподарствах у складі 177 родин. Густота населення становила 366 осіб/км².  Було 291 помешкання (164/км²).
Расовий склад населення:
| - 86,6 % — білих - 7,1 % — чорних або афроамериканців - 1,1 % — корінних американців - 0,9 % — азіатів - 2,2 % — осіб інших рас |

До двох чи більше рас належало 2,2 %. Частка іспаномовних становила 3,7 % від усіх жителів.
За віковим діапазоном населення розподілялося таким чином: 27,6 % — особи молодші 18 років, 59,8 % — особи у віці 18—64 років, 12,6 % — особи у віці 65 років та старші. Медіана віку мешканця становила 33,9 року. На 100 осіб жіночої статі у місті припадало 101,5 чоловіків;  на 100 жінок у віці від 18 років та старших — 95,4 чоловіків також старших 18 років.
Середній дохід на одне домашнє господарство  становив 51 196 доларів США (медіана — 38 750), а середній дохід на одну сім'ю — 63 147 доларів (медіана — 51 250). Медіана доходів становила 35 781 долар для чоловіків та 31 528 доларів для жінок. За межею бідності перебувало 21,1 % осіб, у тому числі 27,0 % дітей у віці до 18 років та 16,8 % осіб у віці 65 років та старших.
Цивільне працевлаштоване населення становило 313 осіб. Основні галузі зайнятості: виробництво — 28,4 %, роздрібна торгівля — 17,9 %, освіта, охорона здоров'я та соціальна допомога — 14,7 %.